# Christer Gerlach
Sten Christer Hugo Gerlach, född 5 september 1944 i Karlstad, är en svensk journalist, författare och TV-personlighet men kanske mest känd för sina ensamresor i bil jorden runt till alla kontinenter utom Antarktis. Gerlach har hamnat två gånger i Guinness’ Rekordbok – 1989 som den förste som kört ensam jorden runt och år 2000 som ”världsmästare på ensamfärder” i bil. 2008 lanserade motortillverkaren Kia på vissa marknader en specialdesignad modell som man döpte till Global Circuit som en hyllning till Gerlachs tredje jorden runt-färd. 1979 blev Gerlach internationellt uppmärksammad efter att tillsammans med två tyska kolleger ha spårat upp fyra reportrar, två svenska och två tyska, som mördades under kriget i Uganda.

## Biografi
Gerlach är son till överstelöjtnant Gunnar Gerlach och Gull Lundén och sonson till industrimannen Hugo Gerlach och Anna Bagge.
han avlade studentexamen på Skövde högre allmänna läroverk 1965 och studerade på Journalisthögskolan i Stockholm 1967-69.
Han var anställd på Expressen mellan 1969 och 1990 som redigerare, reporter, chef för söndagsbilagan, nyhetschef, chef och krönikör för motorredaktionen med mera. Därefter programledare och redaktör för motormagasinet Garage på TV3 som producerades av Strix, chefredaktör för Blekinge Läns Tidning, chefredaktör för Teknikens Värld då han också tillsammans med Leif Liebermann och producenten Thomas Dahl startade TV-programmet Teknikens Värld i Kanal 5 och som senare blev Motorjournalen. Gerlach har medarbetat som frilansare för SVT:s Trafikmagasinet, Kanal 5, Expressen, Aftonbladet, Dagens Nyheter, Teknikens värld, Helsingborgs Dagblad, Metro, Vi Bilägare, Motor m fl.

## Jakten på mördade Arne Lemberg och Kalle Bergman
1979 blev Gerlach, som då var reporter på Expressen, uppmärksammad efter att tillsammans med två tyska kolleger ha hittat kropparna efter de svenska journalisterna Arne Lemberg, Expressen, och Kalle Bergman, Svenska Dagbladet, som försvunnit under kriget i Uganda våren 1979. Lemberg och Bergman hade åkte ner till Öst-Afrika för att bevaka kriget i Uganda. Efter att de båda reportrarna efter cirka två veckor försvunnit spårlöst fruktade hemmaredaktionerna att de båda gripits av någon av parterna i kriget. Expressen skickade ner sin reporter Knut-Göran Källberg som lyckades kartlägga de försvunna kollegernas rörelser men i Uganda upphörde spåren. Det visade sig senare att de svenska reportrarna slagit sig samman med två tyska kolleger från tidskriften Stern. Under sina efterforskningar hamnade Källberg i striderna och hotades med döden av flera officerare. Källberg lämnade då Uganda. Gerlach skickades ner av Expressen och tog sig via Tanzania in i Uganda.
Gerlach lyckades på jakt efter upplysningar medan striderna pågick ta sig in i en av diktatorns Idi Amins bostäder. Bland kvarlämnade dokument hittade han bland annat ett svenskt giltigt pass, brev undertecknade av diktatorn Idi Amin men ingenting om Lemberg och Bergman. Gerlach greps därefter av den ugandiska befrielsearmén och utvisades. Han letade efter en ny väg in i Uganda och hyrde tillsammans med två tyska kolleger ett enmotorigt flygplan med en kvinnlig pilot i Nairobi, Kenya. De flög på låg höjd över Viktoriasjön till Uganda och landade i Entebbe medan de sista upprensningarna i huvudstaden Kampala pågick. Under jakten på ledtrådar hittade Gerlach Arne Lembergs presskort.
Någon dag senare dök ett trovärdigt vittne, Elkanus Luombwya, upp och påstod att han sett hur Lemberg och Bergman mördats i en by som hette Katosi. Gerlach och de två tyska journalisterna hyrde en liten lastbil, två livvakter och en lokal begravningsentreprenör och körde ner till Katosi vid Viktoriasjöns strand. Arne Lemberg, Kalle Bergman, Wolfgang Stiens och Hans Bollinger låg nedgrävda i utkanten av en bananplantage. Gerlach kunde genom intervjuer med byinvånarna i detalj kartlägga hur de fyra reportrarna mördats. Någon eller några mördare har inte dömts trots att trovärdiga vittnen pekade ut ugandiska och libyska soldater. Morden väckte stor uppmärksamhet i framför allt Sverige och Tyskland.

## TV-produktioner
2006 gjorde Gerlach tillsammans med produktionsbolaget Frameline en dokumentär för TV4 om hur mc-legendarerna Varg-Olle Nygren, Ove Fundin och Per-Olof "Posa" Serenius körde motorcykel tvärs över Asien. Under 2010-talet gjorde Gerlach som programledare och redaktör tillsammans med produktionsbolagen Frameline och Shortcut 22 program om bilhistoria för TV4 Fakta – varav fyra program om SAAB.

## Bilresor

### Ensam jorden runt
- 1988-1989. Bil: Toyota Corolla 4WD. 4 cyl, bensin. Resväg: Europa, Marocko, Algeriet, Tunisien, Italien, Jugoslavien, Bulgarien, Turkiet, Syrien, Saudiarabien, Qatar, Abu Dhabi, Dubai, Singapore, Malaysia, Japan, USA, Kanada, Alaska. [21]
- 2000. Bil: Volvo XC70, 4WD, 5 cyl, bensin. Resväg: Europa, Tunisien, Libyen, Egypten, Jordanien, Syrien, Turkiet, Iran, Pakistan, Indien, Nepal, Singapore, Malaysia, Thailand, Australien, Japan, USA. [22]
- 2005. Bil: Kia Sorento, 4WD, 6 cyl, bensin. Resväg: Ukraina, Ryssland, Kazakstan, Mongoliet, Sydkorea, USA, Mexiko.[23][24] 2008 lanserade Kia på vissa marknader en specialdesignad modell som man döpte till Global Circuit som en hyllning till Gerlachs jorden runt-färd. [4]

### Andra längre ensamresor med start i Sverige
- 1972. Nordafrika. Bil: Citroën 2CV Ami 8, 2 cyl, bensin. Resväg: Sahara tur och retur, Marocko, Algeriet, Tunisien, Libyen.[25][26]
- 1991. Nord-Afrika. Bil: Toyota HiLux, 4WD, 4 cyl, bensin. Resväg. Marocko, Västsahara.[27]
- 1994. Kola-halvön, Ryssland. Bil: Toyota Corolla 4WD. 4 cyl, bensin. Resväg: Finland, Ryssland. [28]
- 1996. Nordkap till Kapstaden. Bil: Toyota Rav4, 4WD, 4 cyl, bensin. Resväg: Nordkap (Norge), Turkiet, Syrien, Jordanien, Egypten, Saudiarabien, Eritrea, Etiopien, Kenya, Tanzania, Zambia, Zimbabwe, Botswana, Namibia, Sydafrika (Kap Agulhas, Afrikas sydligaste punkt).[29]
- 1998. Alaska till Argentina. Bil: Volvo XC70, 4WD, 5 cyl, bensin. Resväg: New York, Kanada, Alaska (Prudhoe Bay, Norra Ishavet), Kanada, USA, Mexiko, Guatemala, Honduras, El Salvador, Nicaragua, Costa Rica, Panama, Colombia, Ecuador, Peru, Chile, Argentina (Ushuaia/Lapatia). [30]
- 1999. Runt Östra Medelhavet. Bil: Toyota HiLux, 4WD, 4 cyl, diesel. Resväg: Tunisien, Libyen, Egypten, Jordanien, Syrien, Turkiet, Grekland.[31]
- 2001. Marocko, Västsahara. Bil: Volvo XC70, 4WD, 5 cyl, bensin. [32]
- 2002. Mellanöstern. Bil: Mitsubishi L200, 4WD, diesel. Resväg: Turkiet, Syrien, Jordanien, Egypten.[33] [34]
- 2003. Västafrika, i spåren efter Dakar-rallyt. Bil: Volkswagen Touareg, 4WD, 5 cyl. diesel. Resväg: Marocko, Västsahara, Mauretanien, Mali, Senegal. [35]
- 2006. Tvärs över Asien. Bil: Toyota Hilux, 4WD, 4 cyl, diesel. Resväg: Syd-Korea, Ryssland (Sibirien), Mongoliet, Kazakstan. Ryssland, Finland. [36][19][37]
- 2008. Marocko, Västsahara. Bil: Kia Sorento, 4WD, 6 cyl, bensin.[38]
- 2008. Mellanöstern. Motorcykel: Honda Shadow, 2 cyl, bensin. Resväg: Turkiet, Syrien, Jordanien, Egypten. Tillsammans med Ove Fundin.[39]
- 2009. Västafrika, i spåren efter Dakar-rallyt. Bil: Volvo XC60, 4WD, 5 cyl, diesel. Resväg: Marocko, Väst-Sahara, Mauretanien, Mali, Senegal.[40]
- 2010. Mellanöstern. Bil: Volkswagen Tiguan 4WD. Resväg: Balkan, Turkiet, Syrien, Jordanien, Egypten.[41][42]
- 2011. Västafrika. Bil: Saab 9-3x, 2WD, 4 cyl, diesel. Resväg: Marocko, Väst-Sahara, Mauretanien, Senegal. [43]
- 2012. EU:s fyra hörn. Bil: Toyota Hilux, 4WD, diesel. Resväg: EU:s nordligaste punkt (Finland), östligaste (Finland), mittpunkt (Tyskland), västligaste (Portugal), sydligast (Spanien).[44]
- 2012. Marocko, Västsahara. Bil: Toyota Hilux, 4WD, 4 cyl, diesel.[45]
- 2014. Marocko, Västsahara. Bil: Subaru Forester, 4WD, 4 cyl, bensin.[46][47]
- 2019. Marocko, Västsahara. Bil: Dacia Duster, 4WD, 4 cyl, diesel.

### Andra längre resor med partners
- 1974. Tvärs över Afrika. Bilar: 2 st Citroën 2CV Mehari, 2WD, bensin. Resväg: Marocko, Algeriet, Niger, Nigeria, Kamerun, Centralafrikanska republiken, Kongo-Zaire, Rwanda, Tanzania, Kenya, Etiopien. Medresenärer: Anita Ruiter, Ernst Ruiter, Gustaf Asplund. [48]
- 1976. Mellanöstern, Afrika. Bil: Volkswagen Minibus Typ 2, 2WD, bensin. Resväg: Turkiet, Syrien, Jordanien, Saudiarabien, Eritrea. Etiopien, Kenya, Tanzania. Medresenär: Dr Alexander Wilczek.[49]
- 1978. Mellanöstern, Indien. Bil: Volkswagen Minibus Typ 2, 2WD, bensin. Resväg: Turkiet, Iran, Afghanistan, Pakistan, Indien. Medresenär: Åsa Lundström.[50]